# Sphaerosyllis magnoculata
Sphaerosyllis magnoculata är en ringmaskart som beskrevs av Hartmann-Schröder 1986. Sphaerosyllis magnoculata ingår i släktet Sphaerosyllis och familjen Syllidae. Inga underarter finns listade i Catalogue of Life.